# Departamento de Sanidad y Tercera Edad
El Departamento de Sanidad y Tercera Edad  (en inglés: Department of Health and Aged Care; acrónimo: DoHAC), antes Departamento de Salud, es un departamento de nivel ministerial del Gobierno australiano responsable de la investigación, financiación, promoción y regulación de la sanidad en Australia. El DoHAC supervisa los servicios de atención primaria y de atención a la tercera edad, mientras que los servicios sanitarios terciarios son administrados por los gobiernos estatales y territoriales. El departamento es responsable de programas como Medicare, el Pharmaceutical Benefits Scheme y agencias como la Therapeutic Goods Administration y el National Health and Medical Research Council.
El Departamento es responsable ante el Parlamento a través del Ministro de Sanidad y Atención a la Tercera Edad, y cuenta con el apoyo de cuatro Viceministros. El secretario del departamento, Brendan Murphy, es responsable de la rendición de cuentas diaria de la organización. El director médico es Paul Kelly, que supervisa las operaciones clínicas.

## Historia
El primer Departamento de Salud se creó en 1921 y fue el precursor del actual Departamento de Salud. Se disolvió en 1987, cuando se fusionó con el Departamento de Servicios Comunitarios para formar el Departamento de Servicios Comunitarios y Salud.
Tras las elecciones de noviembre de 2001, se suprimió el Departamento Federal Australiano de Salud y Atención a la Vejez y se sustituyó por el Departamento Federal Australiano de Salud y Envejecimiento. El Departamento Federal Australiano de Salud y Envejecimiento fue suprimido en 2013 y sustituido por el actual Departamento Federal Australiano de Salud el 18 de septiembre de 2013 mediante una Orden de Acuerdos Administrativos emitida por el gobernador general de Australia por recomendación del gobierno de Tony Abbott.